# Leonard Mociulschi
Leonard Mociulschi (pol. Leonard Moczulski, ur. 25 marca 1889 w Siminicei; zm. 15 kwietnia 1979 w Braszowie) – rumuński generał pochodzenia polskiego, dowódca jednostek piechoty górskiej podczas II wojny światowej.

## II wojna bałkańska, I wojna światowa, okres międzywojenny

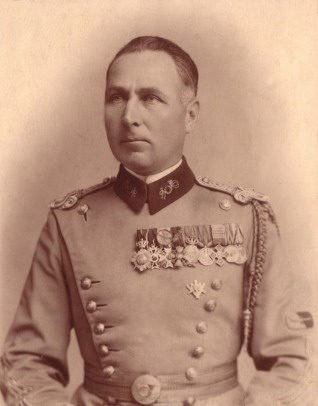
Kapitan Leonard Mociulschi po odznaczeniu Orderem Gwiazdy Rumunii (1919)

Karierę wojskową rozpoczął w 1910 r. w oficerskiej szkole piechoty w Bukareszcie, którą ukończył w 1912 roku jako podporucznik.
Uczestniczył w kampanii rumuńskiej w II wojnie bałkańskiej (1913). Na początku rumuńskiego udziału w I wojnie światowej, był dowódcą 10. kompanii 29. Pułku Piechoty z Dorohoi. Za wkład bojowy w bitwach pod Oituz i Soveją został odznaczony przez króla Ferdynanda I i generała Henriego Mathiasa Berthelota, dowódcę francuskiej misji wojskowej w Rumunii, oraz awansowany na kapitana.
Po wojnie otrzymał awans na majora. Był bardzo ceniony przez zwierzchników, w tym księcia Karola.
W 1921 r. został zastępcą dowódcy 6. Batalionu Piechoty Górskiej. Jako wyróżniający się oficer elitarnych jednostek strzelców górskich (Vânători de munte), awansował kolejno na stopień podpułkownika i pułkownika. Od 1932 r. dowodził batalionem górskim w Syhocie. W 1940 r. został zastępcą dowódcy 1. Mieszanej Brygady Górskiej.

## II wojna światowa
Pułkownik Leonard Mociulschi z 1. Brygadą Górską oraz innymi żołnierzami rumuńskiej 3. Armii brał udział w niemieckiej operacji "Barbarossa", prowadząc walki w północnej Bukowinie (operacja München). Po przekroczeniu Dniestru oddziały Mociulschiiego w połowie lipca 1941 r. przebiły się przez linię Stalina. We wrześniu 1. Brygada wzięła udział w bitwie nad Morzem Azowskim, w trakcie której zniszczono sowiecką 9. i 18. armię, a następnie zostało włączona do sił gen. Mansteina operujących na Krymie jako jeden z najbardziej wartościowych oddziałów armii rumuńskiej.
Leonard Mociulschi został zastępcą dowódcy rumuńskiej 4. Dywizji Górskiej. Ta duża jednostka wojskowa odegrała główną rolę w oblężeniu i zdobyciu Sewastopola. W 1942 roku Leonard Mociulschi został awansowany na generała brygady i odznaczony niemieckim Kriegsorden des Deutschen Kreuzes in Gold za odwagę na polu bitwy. Po niepowodzeniach rumuńskiej 3. Dywizji Górskiej na Kaukazie Mociulschi został mianowany jej dowódcą w 1943 r., zastępując generała majora Radu Fâlfănescu.
W 1943 r. dywizja ta prowadziła walki na przyczółku kubańskim i na Krymie. Mociulschi wyróżnił się, nie tylko dowodząc obroną wobec sowieckich ataków oraz troszcząc się o swoich żołnierzy, ale i przychylnym stosunkiem wobec miejscowej ludności. W kolejnym roku 3 Dywizja Górska broniła Sewastopola w ramach V KA. Sukces sowieckiej operacji krymskiej oznaczał dla Mociulschiego i jego żołnierzy ewakuację z Półwyspu Krymskiego.
W sierpniu 1944 r. Rumunia przeszła na stronę aliantów. W związku z tym została zaatakowana przez Węgry, pozostające w Osi. Awansowany wcześniej na generała dywizji Leonard Mociulschi walczył na czele swojej dywizji z węgierską ofensywą w Siedmiogrodzie. W związku z tymi wydarzeniami jest oskarżany o wydanie rozkazu mordowania węgierskich cywilów, m.in. we wsi Ginta.
Po odbiciu Siedmiogrodu 3. Dywizja Górska podeszła pod Debreczyn, a następnie z sukcesami walczyła w Karpatach m.in. przeciwko niemieckim strzelcom alpejskim. W składzie rumuńskiej 1. Armii wkroczyła na Słowację, zbliżając się do Pragi wiosną 1945 r. Za zasługi w walkach przeciwko wojskom Osi Moczulski otrzymał Order Michała Walecznego z Mieczami.
8 kwietnia 1945 r. gen. Mociulschi został dowódcą rumuńskiego Korpusu Górskiego, co było ukoronowaniem jego kariery wojskowej.

## Wsocjalistycznej Rumunii
Po objęciu władzy w Rumunii przez komunistów Korpus Górski został rozwiązany, a Leonard Mociulschi przeszedł w stan spoczynku w 1947 r. W 1948 r. został aresztowany przez służbę bezpieczeństwa i więziony bez procesu ponad 7 lat. Do 1955 r. przebywał w więzieniach na obszarze gmin Jilava (Penitenciarul București) oraz Aiud i pracował przy budowie kanału Dunaj–Morze Czarne.
Na fali destalinizacji w Rumunii został zwolniony, ale miał zrujnowane zdrowie i nie posiadał źródeł utrzymania. Początkowo podjął się pracy robotnika na kolei, jednak w 1956 r. otrzymał niewielką emeryturę. Stopniowo podwyższano mu świadczenia, a w 1964 r. pozwolono na zamieszkanie w Braszowie. W okresie rządów Nicolae Ceaușescu został zrehabilitowany, odznaczony Orderem 23 Sierpnia, a w 1967 r. ukazały się jego wspomnienia wojenne.
Leonard Mociulschi zmarł w Braszowie 15 kwietnia 1979 r. Jego pogrzeb odbył się z honorami wojskowymi. Ciało skremowano, a prochy zostały rozsypane przez żołnierzy 21. Batalionu Górskiego w rumuńskich Karpatach.

## Awanse[8]
- 1 kwietnia 1932 – podpułkownik
- 1 kwietnia 1937 – pułkownik
- 24 stycznia 1942 – general de brigadă[9] (brigadier[4])
- 11 maja[10] 1944 – general de divizie (major-general[4][a])

## Odznaczenia
- Medal Wysiłku Kraju (Medalia „Avântul Țării”)(inne języki) (1913)
- Kawaler Orderu Korony Rumunii z Mieczami za „Męstwo Wojskowe” (1917)
- Krzyż Wojenny (1918)
- Kawaler Orderu Gwiazdy Rumunii (1919)
- Krzyż Żelazny
  - II Klasy (1941)
  - I Klasy (1942)[4]
- Złoty Krzyż Niemiecki (25 października 1942)
- Order Krzyża Wolności I Klasy (10 marca[4] 1943)
- Krzyż Rycerski Krzyża Żelaznego (18 grudnia 1943)
- Tarcza Krym (1943)[4]
- Order Michała Walecznego
  - III Klasy (17 października 1941)[4]
  - II Klasy (19 lutego 1944)
  - III Klasy z Mieczami (23 marca 1945)
- Order 23 Sierpnia III Klasy (9 grudnia 1964)[11]

## Upamiętnienie
Imię generała Leonarda Mociulschiego noszą:
- 21 Batalion Strzelców Górskich (Batalionul 21 Vânători de Munte „General Leonard Mociulschi”) 2 Brygady Strzelców Górskich (Brigada 2 Vânători de Munte „Sarmizegetusa”) – sformowany 31 stycznia 1940 r. w Baia Sprie, obecnie stacjonujący w Predeal[12];
- ulice w Botoszanach[13], Braszowie[14], Călărași[15], Oradei[16], Suczawie[17];
- pomniki w Syhocie[18] i w Suczawie[19].